# Шестов, Михаил Александрович
Михаил Александрович Шестов — советский хозяйственный, государственный и политический деятель.

## Биография
Родился в 1933 году в деревне Большие Горки. Член КПСС.
С 1955 года — на хозяйственной, общественной и политической работе. В 1955—1997 гг. — электрик, инженер по охране труда, инженер конструкторского бюро Озерецкого торфопредприятия, на партийной работе в Конаковском горкоме КПСС, заведующий отделом промышленности Калининского обкома КПСС, второй секретарь Калининского обкома КПСС, председатель Калининского областного Совета народных депутатов, глава Совета директоров акционерного общества «Тверьстекло».
Избирался депутатом Верховного Совета РСФСР 11-го созыва.
В 1993 году награждён Почётной грамотой Президиума Верховного Совета Российской Федерации.
Умер в 2007 году в Твери.
Почётный гражданин Тверской области.